# Plasa Reni, județul Ismail
Plasa Reni din județul Ismail din România interbelică avea, în anul 1930, 16 localități:

## Localitățile plășii
1. Anadol
2. Barta
3. Bolboca (Bulboaca)
4. Caragacii-Vechi
5. Cartal
6. Câșlița-Prut
7. Cișmechioi
8. Curciu
9. Cuza-Vodă
10. Etulia
11. Frecăței
12. Giurgiulești
13. Împuțita
14. Satu-Nou
15. Slobozia-Mare
16. Tabacu